# Aéroport international de Guadalajara
L'aéroport international de Guadalajara Miguel Hidalgo y Costilla (code IATA : GDL • code OACI : MMGL • code DGAC M. : GDL) est un aéroport international inauguré en 1966, situé à 16 kilomètres du centre de la ville de Guadalajara, Jalisco. En 2015, il accueille 9 790 800 passagers contre 8 733 500 en 2014, avec une hausse de 9.6 % depuis 2012. Il est l'un des aéroports les plus fréquentés du Mexique, après l'aéroport international de Mexico et celui de Cancún.
L'aéroport est composé de deux pistes d'atterrissage et deux terminaux. C'est un aéroport principal pour les connexions, en étant un hub de Aeroméxico Connect, Volaris, une entrée vers les États-Unis, un hub secondaire de Aeroméxico, et le siège pour Viva Aerobus et Interjet. Il compte avec des vols à des divers lieux du Mexique, d'Amérique centrale et des États-Unis.
Il est nommé Miguel Hidalgo, en honneur à sa participation à l'indépendance du Mexique.

## Information
Il se trouve 16 kilomètres au sud de la ville de Guadalajara, de l'État de Jalisco, par l'autoroute fédérale No 23 Guadalajara-Chapala, ou Avenue de la Solidarité Iberoamericana, et à 15 kilomètres au nord de la localité de Chapala, Jalisco, où est le lac le plus grand du Mexique.
À l'est se trouve un des corridors industriels plus importants de Jalisco, le Corridor Industriel del Salto.
L'aéroport fait partie du groupe Groupe Aéroportuaire du Pacifique, qui opère aussi les aéroports de Tijuana, Hermosillo, León, Port Vallarta, Les Caps, La Paz, Les Mochis, Morelia, Mexicali, Aguascalientes et Manzanillo.

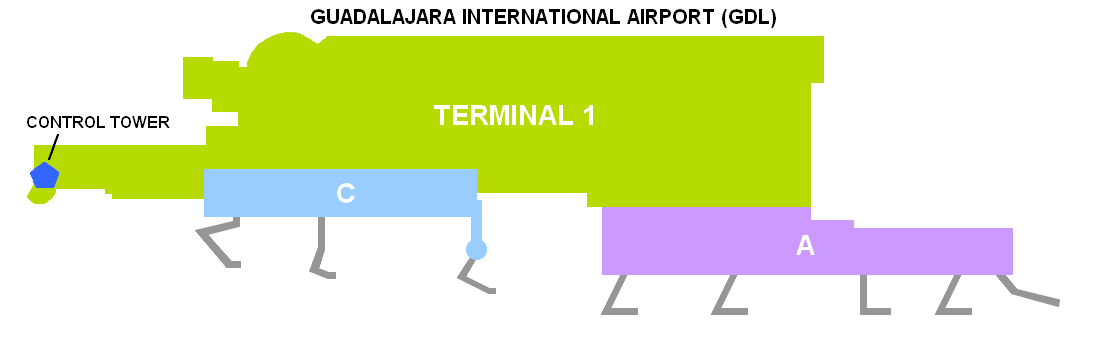
Carte du terminal.

## Situation
| \| 500 km1:6 468 000 \| Acapulco Aguascalientes Huatulco Campeche Cancún Chetumal Chihuahua Ciudad · del Carmen Ciudad Juárez Ciudad · Obregón Ciudad · Victoria Colima Cozumel Culiacán Guanajuato Durango Guadalajara Hermosillo Ixtapa · Zihuatanejo La Paz San José · del Cabo Los Mochis Matamoros Mazatlán Mérida Mexicali Mexico B.J. Mexico F.A. Minatitlán Monterrey Morelia Nuevo · Laredo Oaxaca Playa · de Oro Puebla Puerto · Escondido Puerto · Vallarta Querétaro Reynosa San Luis · Potosí Tampico Tapachula Tepic Tijuana Tulum Toluca Torreón Tuxtla Gutiérrez Uruapan Veracruz Villahermosa Zacatecas |
| 500 km1:6 468 000 |

Triés par ordre de proximité à 200 km à la ronde:
- Aéroport national Licenciado Miguel de la Madrid (141 km)
- Aéroport international d'Aguascalientes (167 km)
- Aéroport international d'Uruapan (182 km)
- Aéroport international Amado Nervo (188 km)
- Aéroport International del Bajío (198 km)

## Statistiques
Le graphique qui aurait dû être présenté ici ne peut pas être affiché car il utilise l'ancienne extension Graph, désactivée pour des questions de sécurité. Des indications pour créer un nouveau graphique avec la nouvelle extension Chart sont disponibles ici.

Voir la requête brute et les sources sur Wikidata.

## Terminaux
- Terminal de passagers

La terminale reçoit les vols nationaux et internationaux.
Il compte 10 passerelles d'accès à des aéronefs et 27 positions lointaines.
- Terminal de fret

Cet terminal de fret a récemment été élargie et compte avec une capacité de stockage d'environ 350 000 tonnes de marchandise annuelle dans ses 27 000 mètres carrés. Il a 6 positions qui peuvent reçoit n'importe quel type d'aéronef de grande envergure.

## Galerie

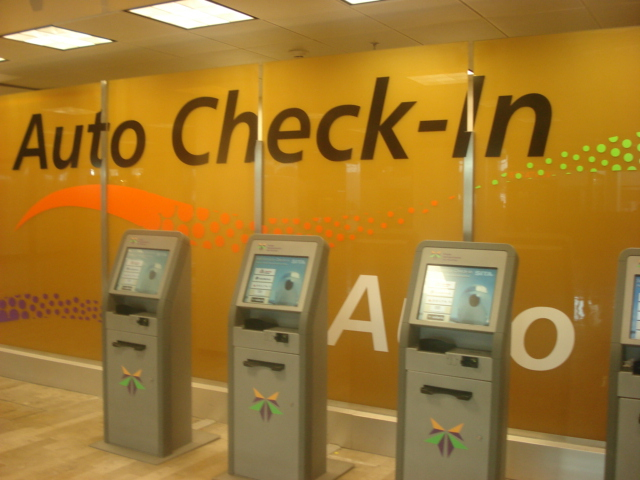
Système d'auto Check-In, disponible uniquement pour quelques compagnies aériennes.
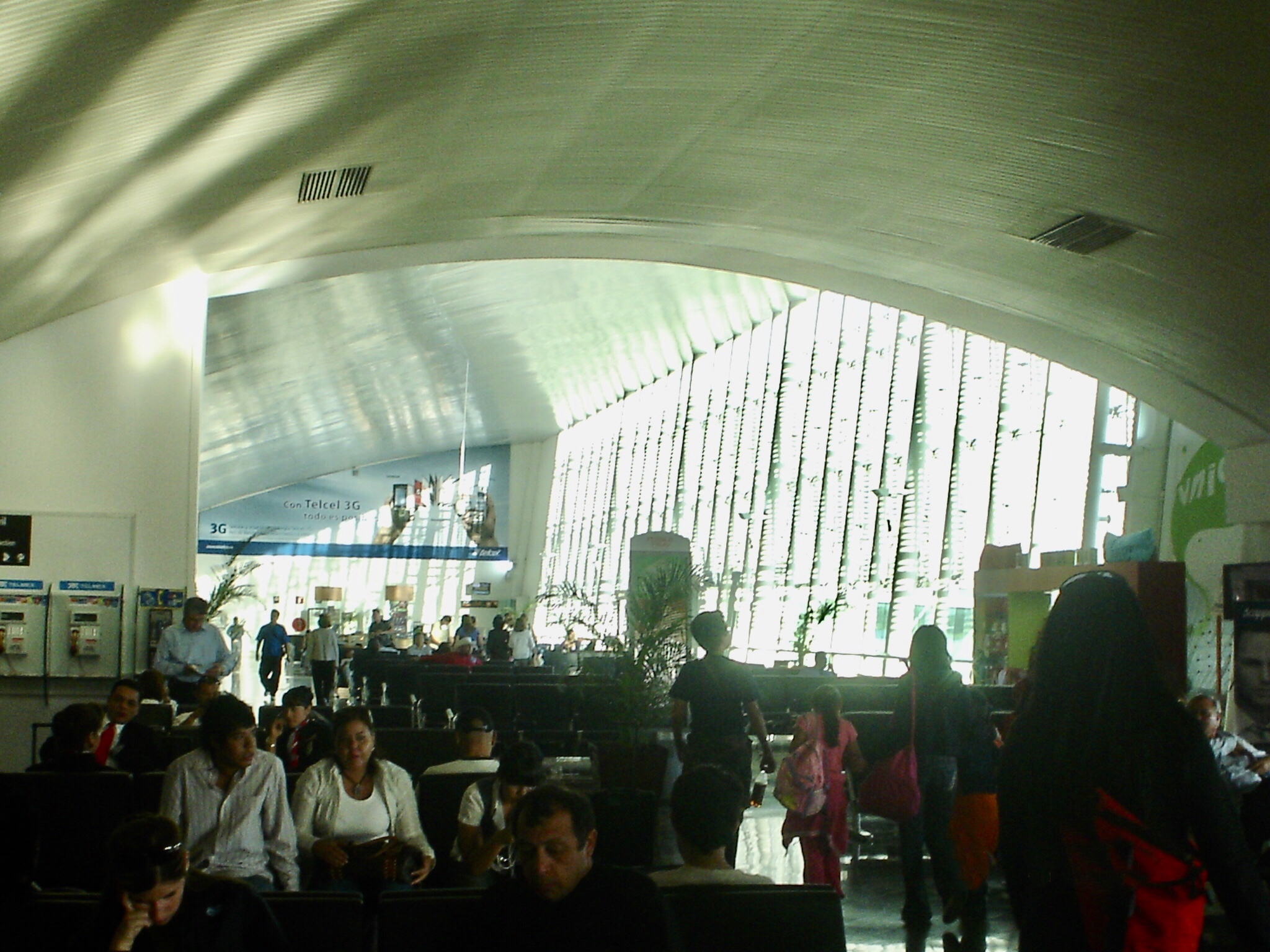
Salle A.
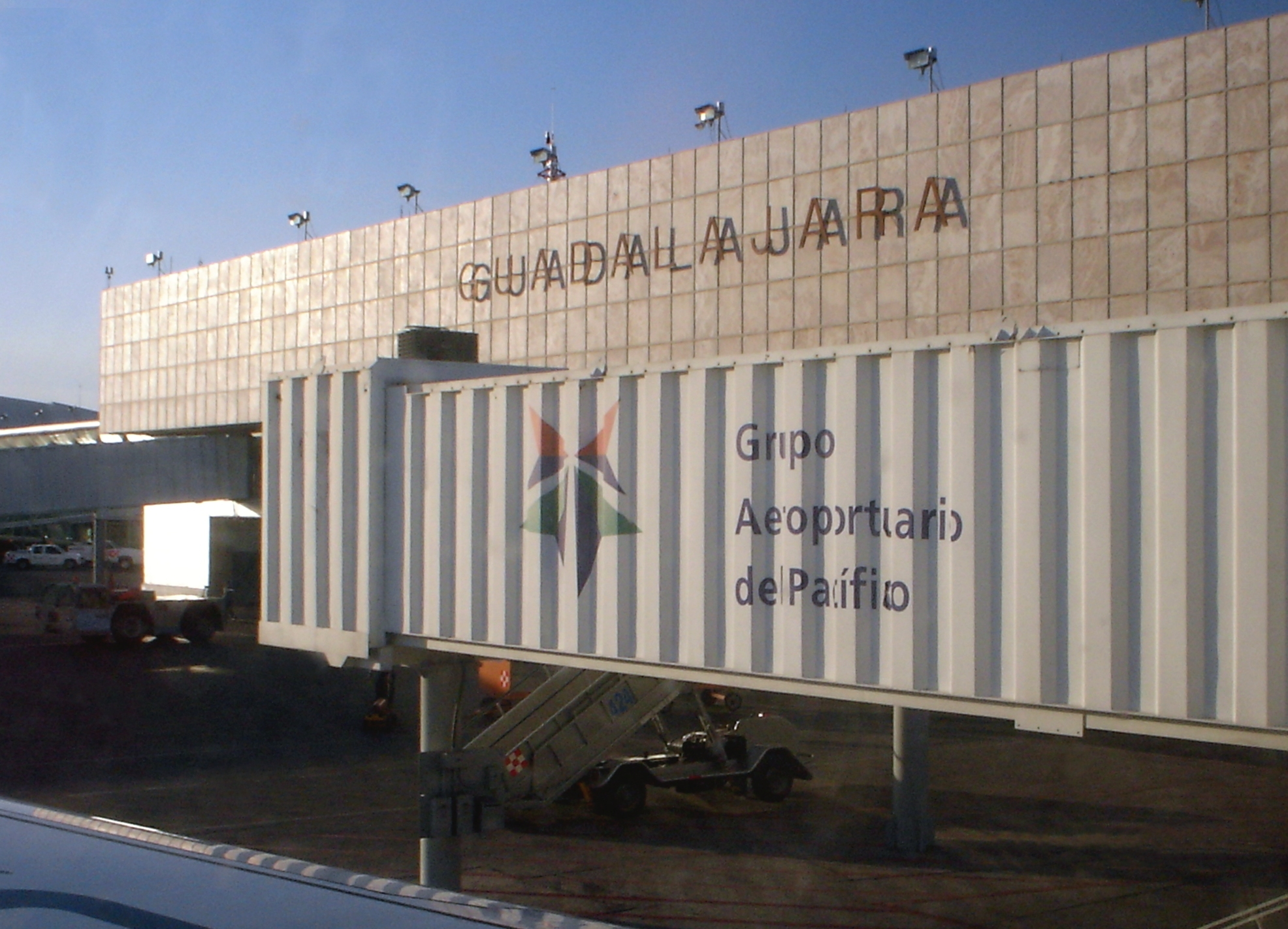
Zone Air de l'aéroport.
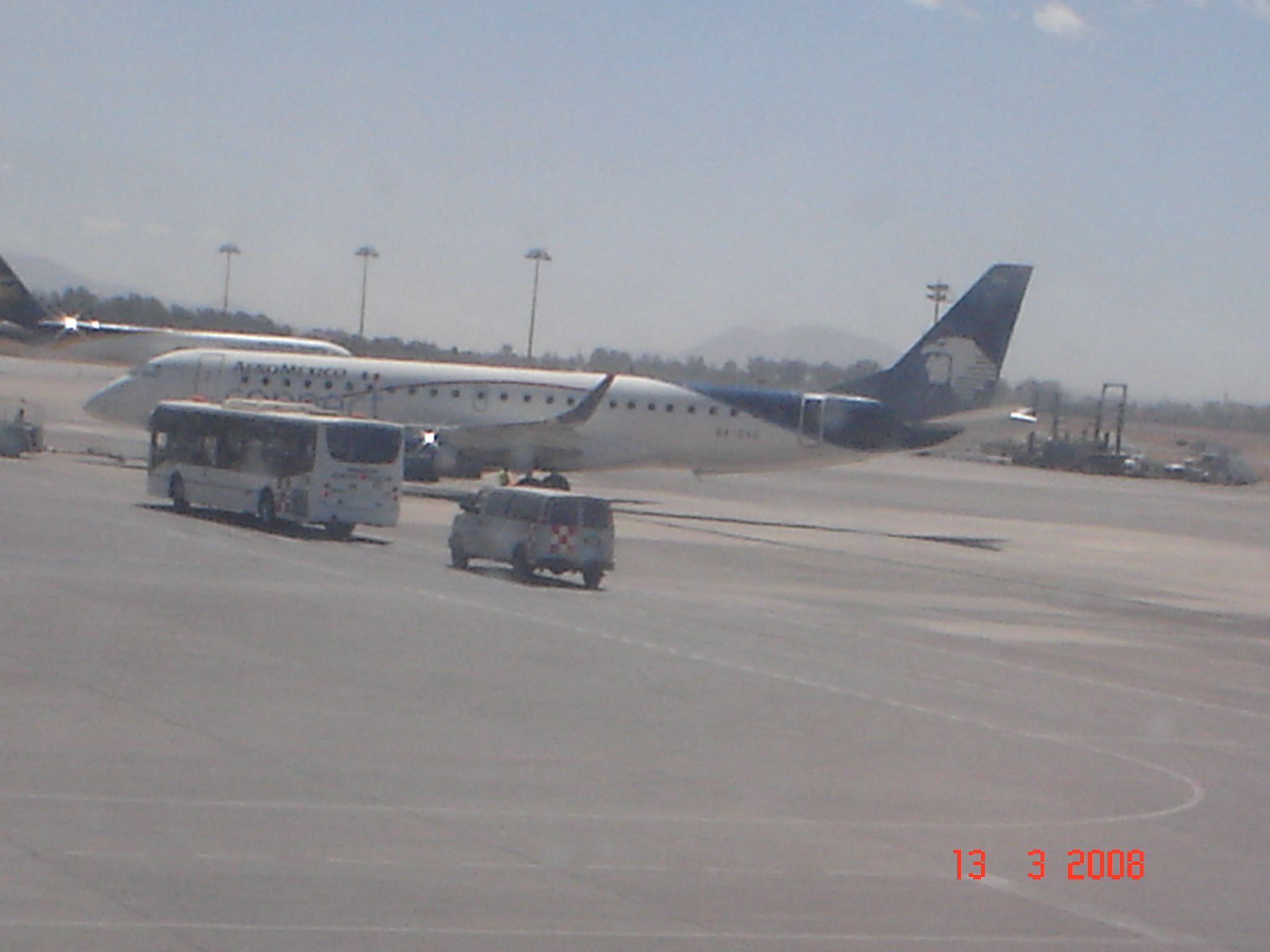
Et-190 de Aeroméxico Connect.
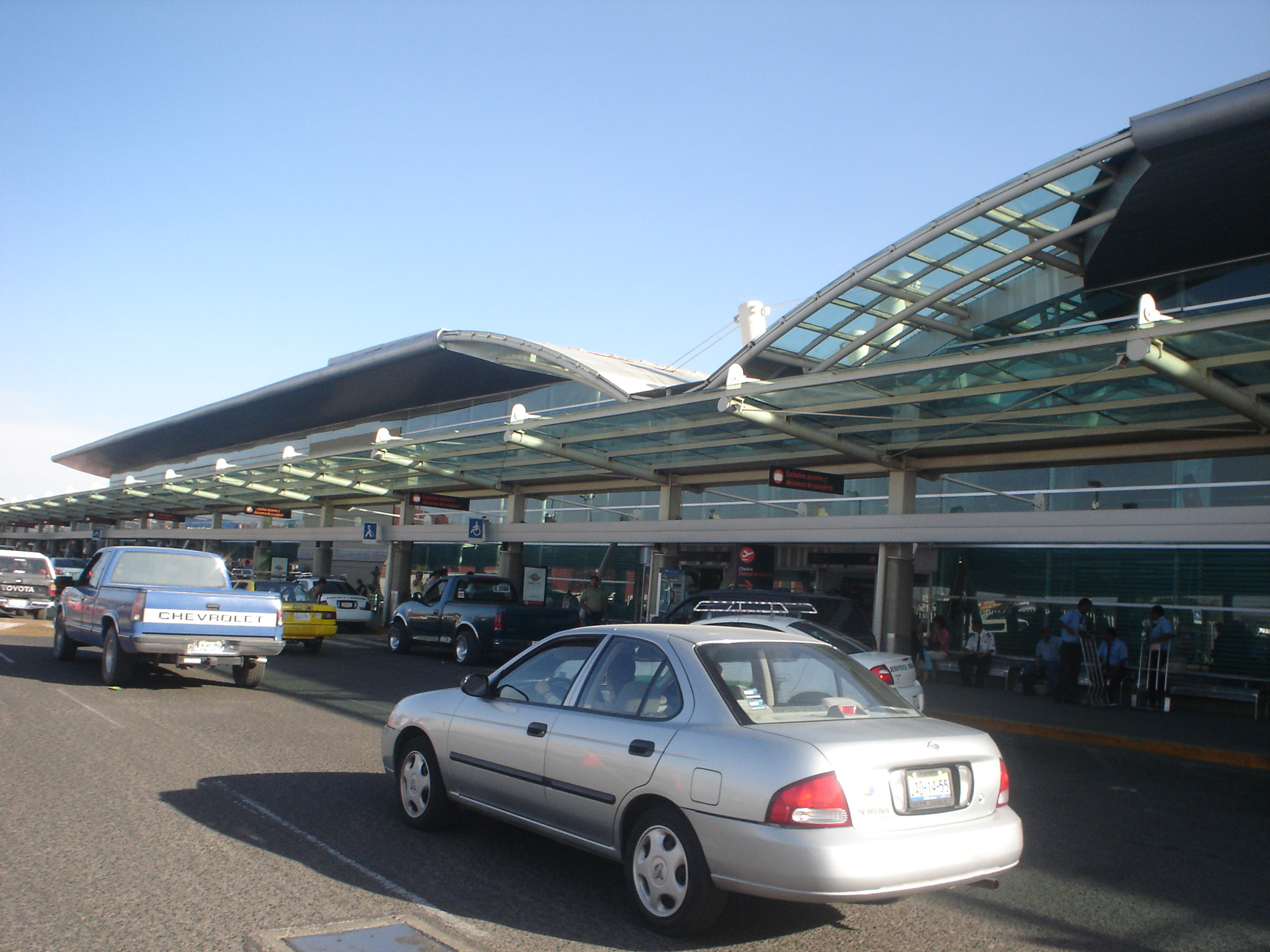
Entrée de l'aéroport.
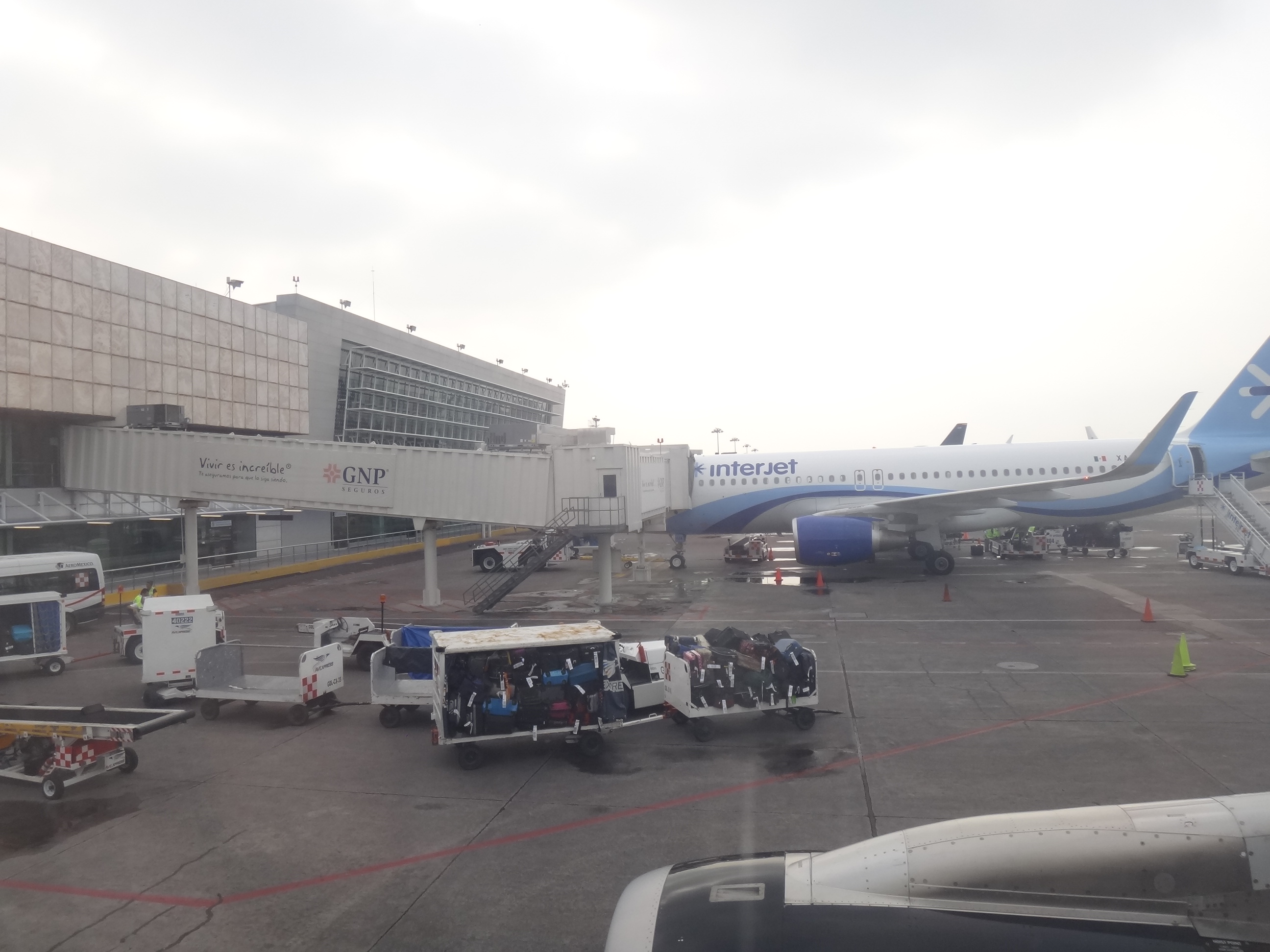
Plate-forme de l'aéroport de Guadalajara.
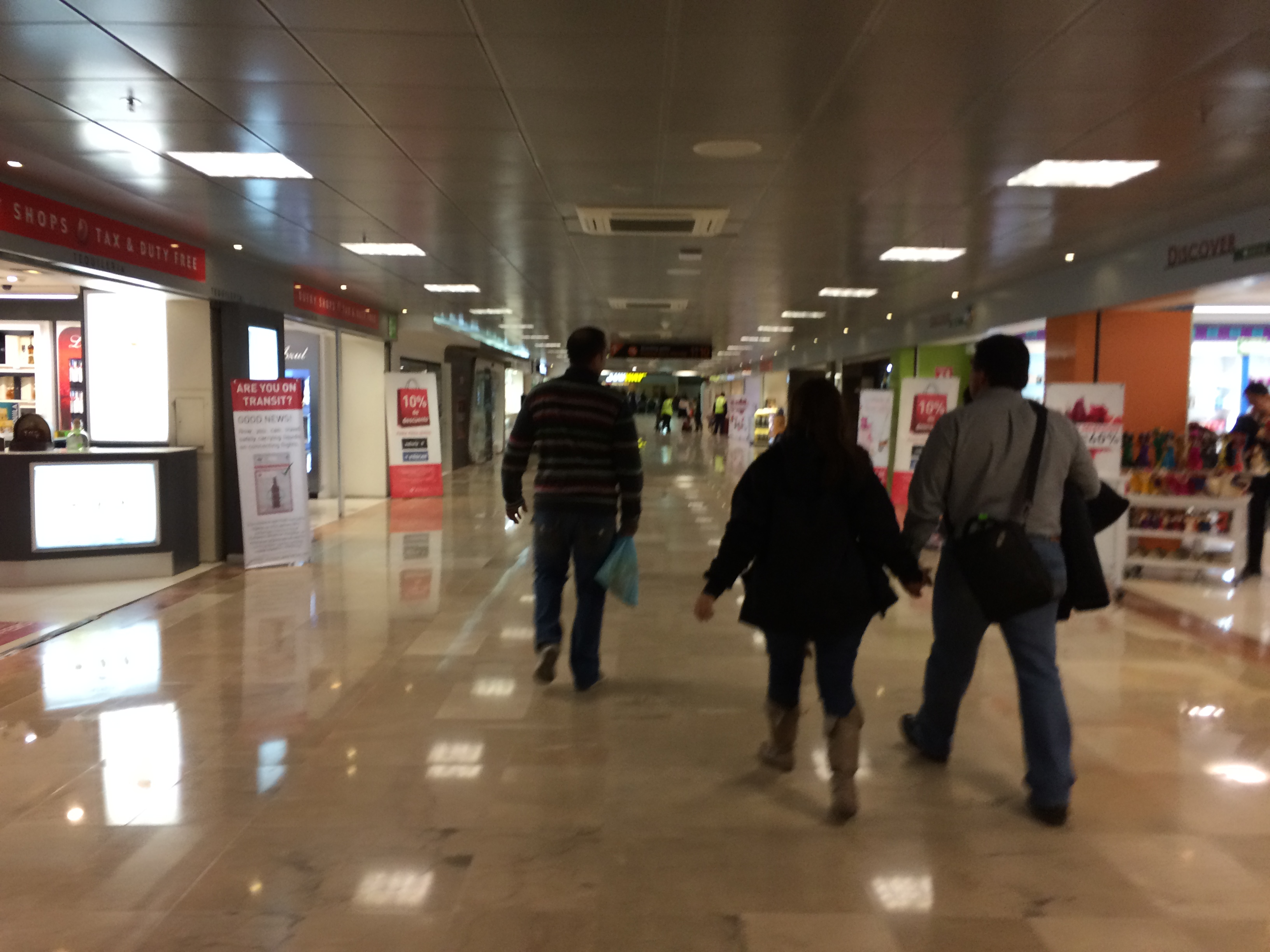
Couloir de l'aéroport.
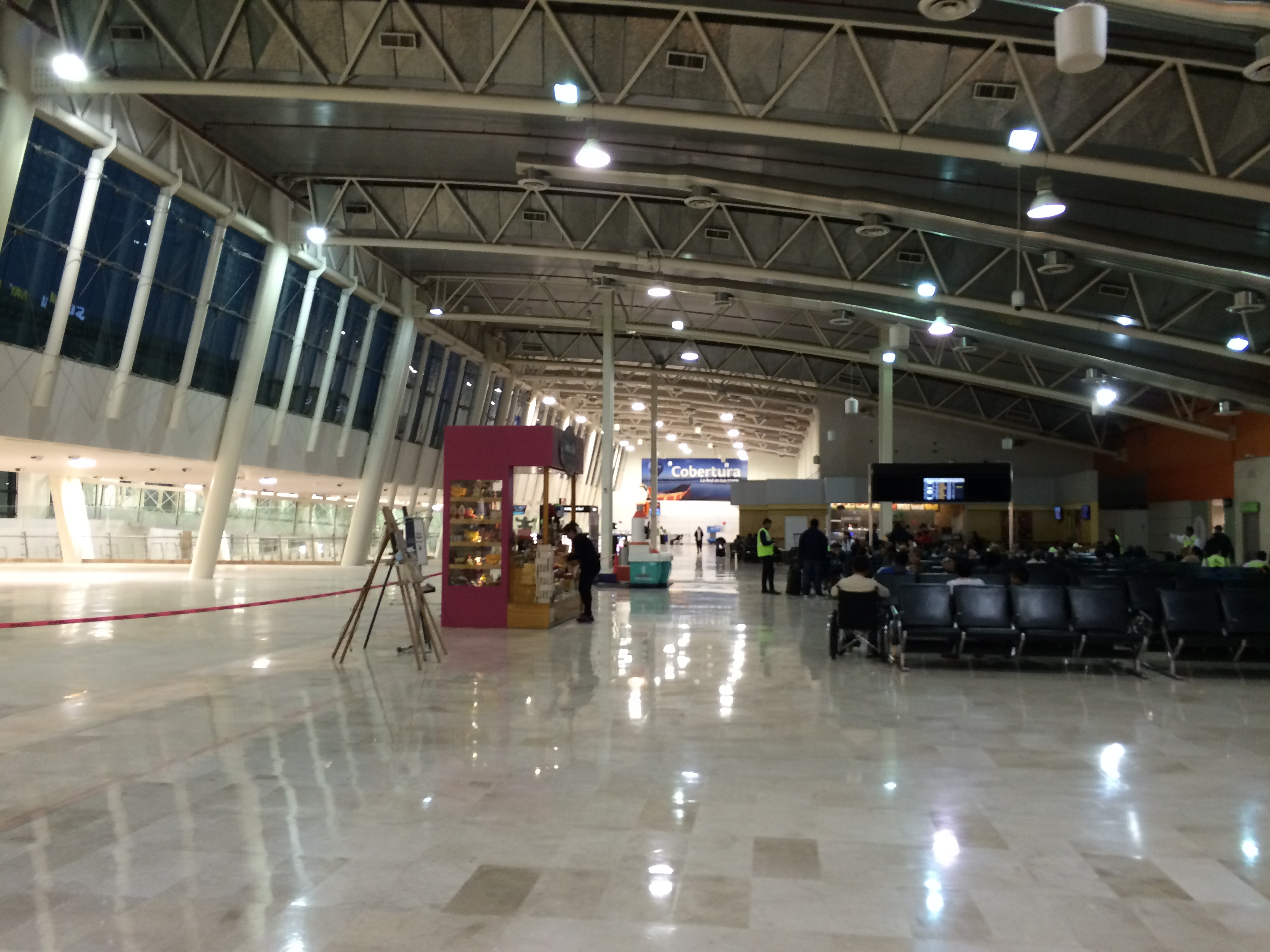
Expansion de l'aéroport.
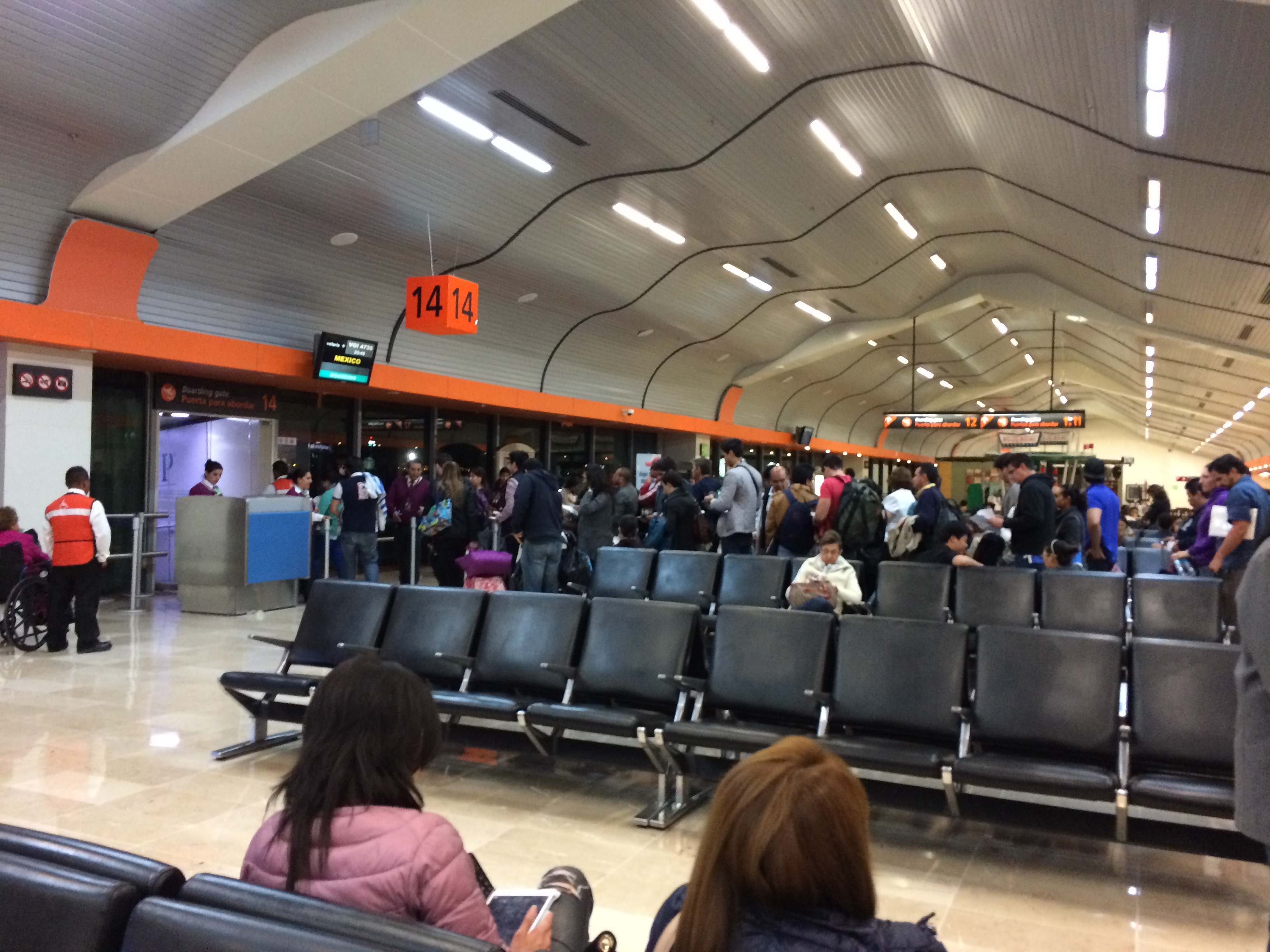
Porte 14 de l'aéroport.

L'aéroport possède un terminal divisé en deux salles : la salle 1C pour les vols internationaux et la salle 1A pour les vols nationaux. 19 compagnies aériennes offrent 58 destinations.

## Compagnies aériennes et destinations
| Compagnies         | Destinations |
| ------------------ | --- |
| Aeromar            | Mexico-B. Juárez, Puebla, Puerto Vallarta |
| Aeroméxico         | Chicago-O'Hare, Fresno Yosemite, Los Angeles, Madrid-Barajas, Mexico-B. Juárez, Sacramento, San Francisco, Tijuana-A. L. Rodríguez |
| Aeroméxico Connect | Atlanta H.-Jackson, Détroit, Mexico-B. Juárez, Monterrey-M. Escobedo, Salt Lake City |
| Alaska Airlines    | Los Angeles, San José (Californie) |
| American Airlines  | Dallas-Fort Worth En saison : Charlotte-Douglas |
| American Eagle     | Phoenix-Sky Harbor |
| Calafia Airlines   | La Paz-El Alto, Loreto, Los Mochis, Puebla, Puerto Vallarta, Los Cabos, Tuxtla Gutiérrez |
| Copa Airlines      | Panama-Tocumen |
| Delta Air Lines    | Atlanta H.-Jackson |
| Interjet           | Cancún, Chicago-O'Hare, Las Vegas-Harry-Reid, Los Angeles, Mexico-B. Juárez, Monterrey-M. Escobedo, San Antonio, San Francisco, Los Cabos, Tijuana-A. L. Rodríguez, Toluca En saison : Puerto Vallarta |
| Magnicharters      | Cancún |
| TAR Aerolineas     | Acapulco-J. N. Álvarez, Ciudad Obregón, Durango, Ixtapa/Zihuatanejo, Los Mochis, Oaxaca-Xoxocotlán, Puerto Vallarta, Querétaro, Torreón |
| United Airlines    | Houston-George Bush |
| United Express     | Houston-George Bush |
| VivaAerobus        | - Cancún, - Chihuahua-R. Fierro V, - Ciudad Juárez-A. González, - Culiacán, - Hermosillo, - La Paz-El Alto, - Los Angeles, - Mérida C. Rejón, - Mexicali-Taboada, - Mexico-B. Juárez, - Monterrey-M. Escobedo, - Puerto Vallarta, - Puebla, - Reynosa-L. Blanco, - Tampico-F. J. Mina, - Tijuana-A. L. Rodríguez, - Tuxtla Gutiérrez, - Veracruz-H. Jara, - Villahermosa-C. Rovirosa En saison :Houston-George Bush, Los Cabos Charter : La Havane-José Martí |
| Volaris            | - Acapulco-J. N. Álvarez, - Albuquerque, - Cancún, - Charlotte-Douglas, - Chetumal, - Chicago-Midway, - Chicago-O'Hare, - Chihuahua-R. Fierro V, - Ciudad Juárez-A. González, - Ciudad Obregón, - Cozumel, - Culiacán, - Dallas-Fort Worth, - Denver, - Durango, - Fresno Yosemite, - Hermosillo, - Houston-George Bush, - Huatulco, - La Paz-El Alto, - Las Vegas-Harry-Reid, - Los Angeles, - Los Mochis, - Mérida C. Rejón, - Mexicali-Taboada, - Mexico-B. Juárez, - Miami, - Monterrey-M. Escobedo, - New York-John F. Kennedy, - Oakland, - Oaxaca-Xoxocotlán, - Ontario, - Orlando, - Phoenix-Sky Harbor, - Portland, - Puerto Escondido, - Querétaro, - Reno-Tahoe, - Sacramento, - San Antonio, - San José (Californie), - Los Cabos, - San Salvador-M. O. A. Romero y Galdámez , - Seattle-Tacoma, - Tapachula, - Tijuana-A. L. Rodríguez, - Torreón, - Tuxtla Gutiérrez, - Veracruz-H. Jara En saison : - Milwaukee-General Mitchell, - San Francisco |

Édité le 06/05/2019

## Routes les plus fréquentées
| Nombre | Ville                              | Passagers | Classement    | Compagnie aérienne                                              |
| ------ | ---------------------------------- | --------- | ------------- | --------------------------------------------------------------- |
| 1      | Mexico Mexico DF                   | 1 189 853 | en stagnation | Aeroméxico, Aeroméxico Connect, Interjet, Vive Aerobus, Volaris |
| 2      | Tijuana, Basse-Californie          | 538 187   | ?             | Aeroméxico Connect, Aeroméxico Contigo, Interjet, Volaris       |
| 3      | Monterrey, Nuevo León              | 265 788   | en stagnation | Aeroméxico Connect, Interjet, Vive Aerobus, Volaris             |
| 4      | Cancun, Quintana Roo               | 220 097   | en stagnation | Interjet, Magnicharters, Vive Aerobus, Volaris                  |
| 5      | Los Cabos, Basse-Californie-du-Sud | 103 499   | 1             | Interjet, Vive Aerobus, Volaris                                 |
| 6      | Hermosillo, Sonora                 | 98 924    | 1             | Aeroméxico Connect, Vive Aerobus, Volaris                       |
| 7      | Mexicali, Basse-Californie         | 84 337    | en stagnation | Aeroméxico Connect, Volaris                                     |
| 8      | Ciudad Juárez, Chihuahua           | 70 209    | en stagnation | Aeroméxico Connect, Vive Aerobus, Volaris                       |
| 9      | Culiacán, Sinaloa                  | 58 580    | en stagnation | Aeroméxico, Aeroméxico Connect, Volaris                         |
| 10     | La Paz Basse-Californie-du-Sud     | 58 073    | en stagnation | Aeroméxico Connect, Vive Aerobus, Volaris                       |
| 11     | Veracruz, Veracruz                 | 58 073    | 1             | Aeromar, Aeroméxico Connect, Vive Aerobus, Volaris              |
| 12     | Puerto Vallarta, Jalisco           | 35 293    | 1             | Aeroméxico Connect, Interjet, TAR                               |
| 13     | Tuxtla Gutierrez, Chiapas          | 34 190    | 2             | TAR, Vive Aerobus, Volaris                                      |
| 14     | Mérida, Yucatán                    | 32 909    | 2             | Vive Aerobus, Volaris                                           |
| 15     | Chihuahua, Chihuahua               | 25 281    | 1             | Aeroméxico Connect, Volaris                                     |

| Nombre | Ville                                                     | Passagers | Classement    | Compagnie aérienne                                                             |
| ------ | --------------------------------------------------------- | --------- | ------------- | ------------------------------------------------------------------------------ |
| 1      | Los Angeles, Californie, États-Unis                       | 391,563   | en stagnation | Aeroméxico Contigo, Alaska Airlines, Delta Air Lines, United Airlines, Volaris |
| 2      | Houston, Texas, États-Unis                                | 106,558   | 2             | United Airlines, United Express, Vive Aerobus                                  |
| 3      | San José, Californie, États-Unis                          | 96,797    | 1             | Alaska Airlines, Volaris                                                       |
| 4      | Dallas, Texas, États-Unis                                 | 87,379    | 1             | American Airlines, American Eagle                                              |
| 5      | Chicago, Illinois (aéroports Midway et O'Hare) États-Unis | 86,008    | 1             | Aeroméxico Contigo, Volaris                                                    |
| 6      | Phoenix, Arizona, États-Unis                              | 81,112    | 1             | US Airways, US Airways Express, Volaris                                        |
| 7      | Fresno, Californie, États-Unis                            | 75,018    | 1             | Aeroméxico Contigo, Volaris                                                    |
| 8      | Sacramento, Californie, États-Unis                        | 71,516    | 3             | Aeroméxico Contigo, Volaris                                                    |
| 9      | Oakland, Californie, États-Unis                           | 67,975    | 2             | Volaris                                                                        |
| 10     | San Francisco, Californie, États-Unis                     | 60,740    | 2             | Aeroméxico Contigo                                                             |
| 11     | Atlanta, Géorgie, États-Unis                              | 58,981    | 2             | Delta Air Lines, Delta Connection                                              |
| 12     | Las Vegas, Nevada, États-Unis                             | 55,798    | 2             | Aeroméxico, Volaris                                                            |
| 13     | Ontario, Californie, États-Unis                           | 44,512    | 1             | Aeroméxico Contigo, Volaris                                                    |
| 14     | San Antonio, Texas États-Unis                             | 26,809    | 4             | Interjet, Volaris                                                              |
| 15     | Panama, Panama                                            | 26,420    | en stagnation | Copa Airlines                                                                  |

## Location de voitures
- Autu Car Rental
- GDL Car Rental
- Mobix Car Rental
- Veico Car Rental